# 辦公室玩具

牛顿碰撞球（Newton's cradle）是一种常见的办公室玩具

辦公室玩具（office toy）是隨著市場的需求而慢慢興起的。然而過去的玩具都注重在幼兒孩童的身心發展或娛樂上，而忽略了辦公室族群對玩具的需求與認知。如今，在歐美先進國家中，辦公室玩具已納入為員工管理重要的一個環節。許多公司甚至鼓勵員工可以自由地在辦公室使用辦公室玩具，由此可見，辦公室玩具逐漸被重視。
辦公室玩具專家王鄉誠提到，辦公室玩具為好玩、可發揮創造力與發洩情緖的玩物。其中辦公室玩具除了能提供孩童時玩具的正向好感聯想外，本身的外觀造型或其賦予的意義也可以裝飾環境，並且展顯其個人的特質與風格，同時藉由把玩的方式達到工作上壓力的紓解。

## 辦公室玩具種類功用
玩具種類的不同會對辦公室族群產生不同的效應，雖然以把玩與裝飾環境為主要目的，然而在把玩與裝飾環境下乃有種類之差異，如思索玩具（Puzzles）在把玩下有發揮創造力的功能，而運動類型玩具（Toys that involve physical activity）則在把玩下提供轉換注意力的功能[1]。

## 目前辦公室玩具缺點
過去辦公室族群因選擇性少，多半以兒童玩具擺放於辦公室，故其玩具的適切性也相對的降低，其中實用性低為目前辦公室玩具的主要缺點[1]。

## 辦公室玩具的限制
由於辦公室族群的工作環境普遍為共用的空間，且每人所分配的私人空間有限，故除了提升玩具的實用性以提高對使用者的適切性外，辦公室玩具應避免聲音吵雜、體積大、高危險性的玩具[1]。

## 其他連結
Toys@Work （页面存档备份，存于）